# Fëdor Andreevič Bronnikov
Fëdor Andreevič Bronnikov (in russo Фёдор Андреевич Бронников?; Šadrinsk, 1827 – Roma, 1902) è stato un pittore russo.
Si ispirò a soggetti storici e fu un esponente del realismo russo.

## Biografia
Bronnikov mostrò un'affinità precoce per il disegno e ricevette le sue prime lezioni di arte dal padre, che era un pittore di decorazioni. All'età di sedici anni, quando morì suo padre, si recò a San Pietroburgo, con la speranza di entrare nell'accademia imperiale delle arti. Dopo non essere stato ammesso, divenne un apprendista nello studio di Evstafij Efimovič Bernadskij, un noto silografo. Il suo talento attirò l'attenzione dello scultore Peter Clodt, che lo aiutò affinché potesse seguire le sue lezioni all'accademia. Nel 1850 poté diventare uno studente regolare e lavorò con Aleksej Tarasovič Markov. Si laureò nel 1853 e ricevette un salario per studiare in Italia per il suo dipinto della laurea, La Madre di Dio.
L'anno successivo si stabilì a Roma e allestì il proprio studio nella via Vittoria, non lontano dalla Villa Borghese. Dipinse un'ampia varietà di tele, inclusi dei paesaggi, scene di villaggi, scene di genere, opere storiche e, senza dubbio, dei ritratti dei cittadini rilevanti della città. La sua salute era cagionevole, per questo egli rimase lì dopo la scadenza della sua paga, per approfittare del clima caldo.

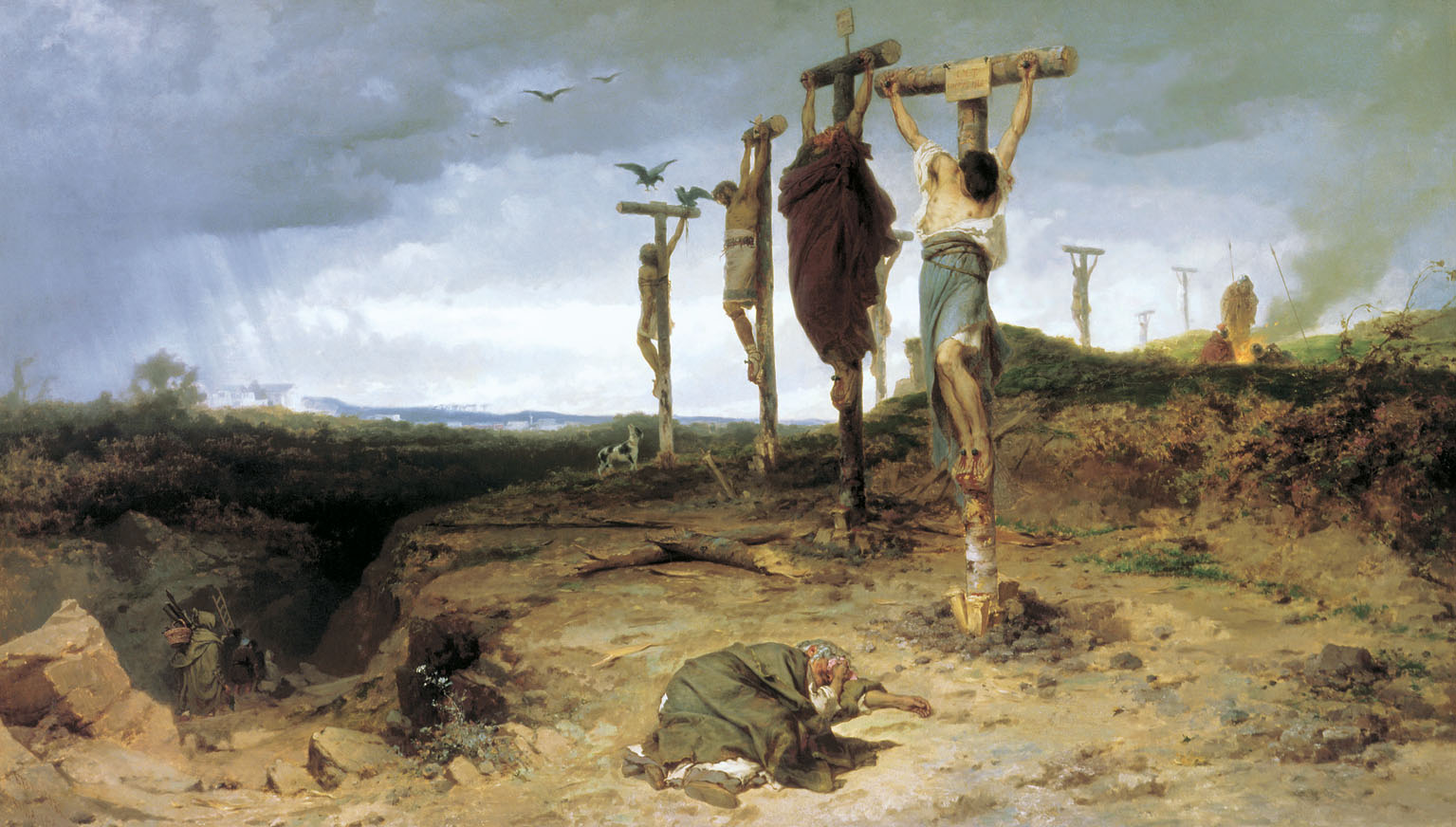
Il campo maledetto, 1878

Tornò nel suo paese e rimase nella sua casa dal 1863 al 1865. Mentre si trovava lì, l'accademia gli assegnò una cattedra di pittura di storia per la sua descrizione di Orazio che legge le sue satire a Gaio Mecenate. Entrò anche in contatto con un gruppo di artisti dissidenti che in seguito sarebbero stati conosciuti come Ambulanti; ciò lo ispirò per dipingere una serie di opere di genere sulla vita contadina. In seguito, divenne un membro del gruppo e inviò regolarmente dei dipinti dall'Italia per esporre nelle loro mostre. Fu premiato con l'Ordine di Sant'Anna, oltre a essere nominato accademico e membro onorario dell'accademia. In questo periodo creò una delle sue opere più note: Il campo maledetto (1878), una denuncia della schiavitù. Fu inoltre commentato un suo dipinto raffigurante dei pitagorici in riva al mare, in quanto venne esposto all'esposizione universale di Parigi del 1878.
Morì vicino a Roma e venne sepolto nel cimitero acattolico. Nonostante abbia vissuto la maggior parte della sua vita in Italia, lasciò più di 300 dipinti e disegni e l'equivalente di 400 rubli per aprire una scuola d'arte a Šadrinsk. La scuola non venne istituita fino al periodo sovietico e le opere formarono la collezione di un museo.

## Galleria d'immagini

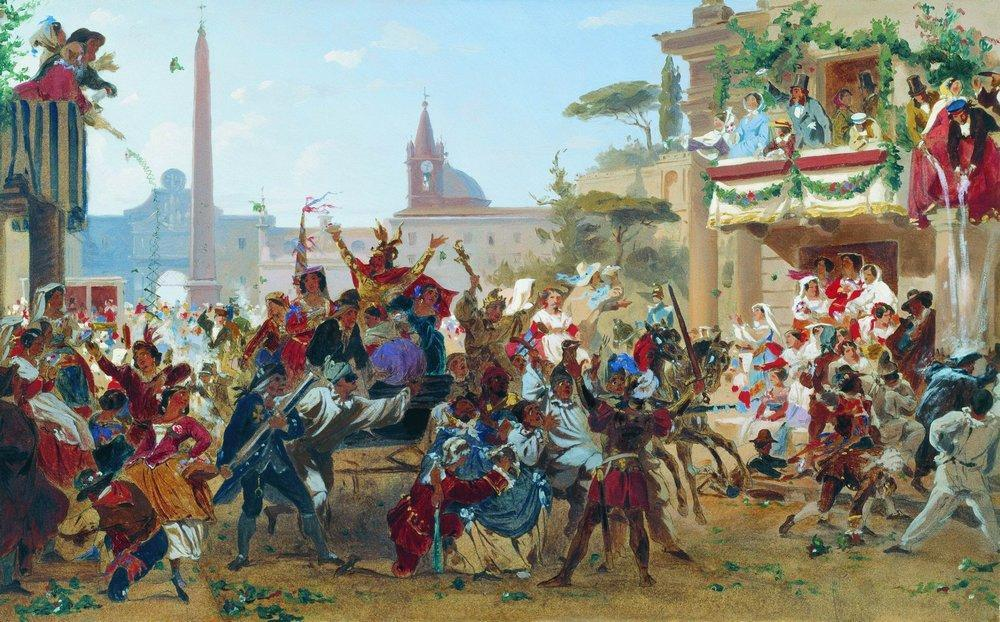
Carnevale a piazza del Popolo, 1860
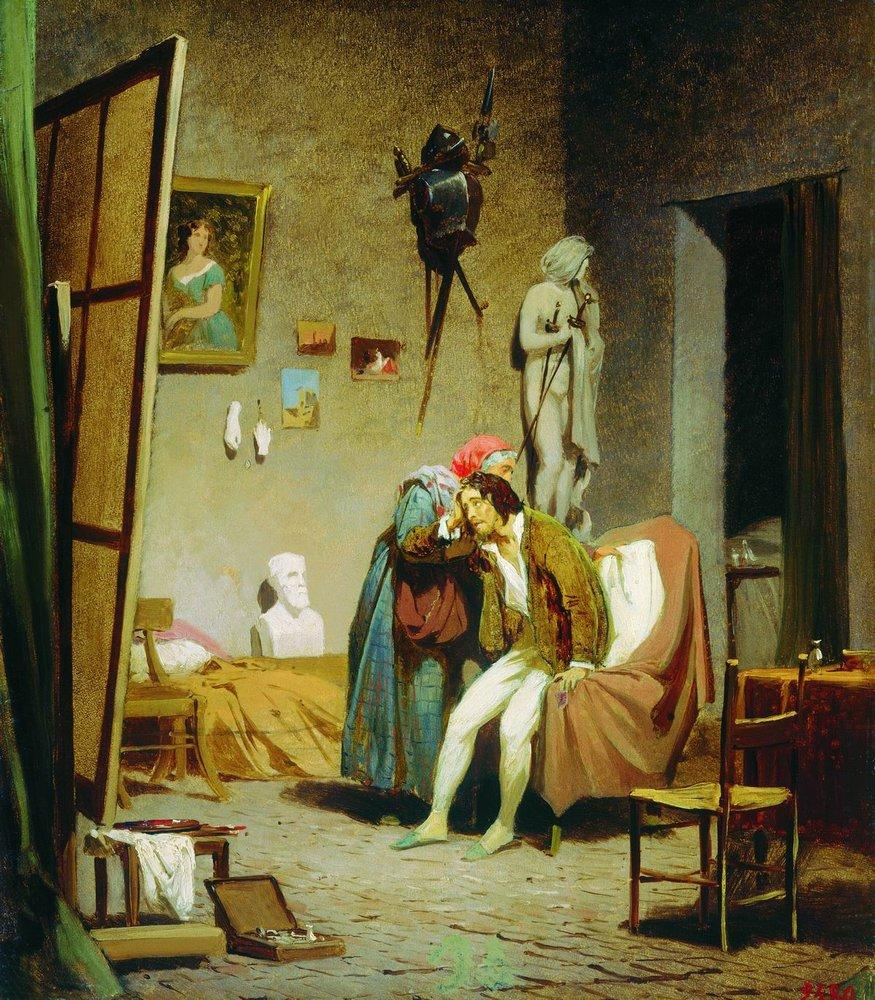
L'artista malato, 1861
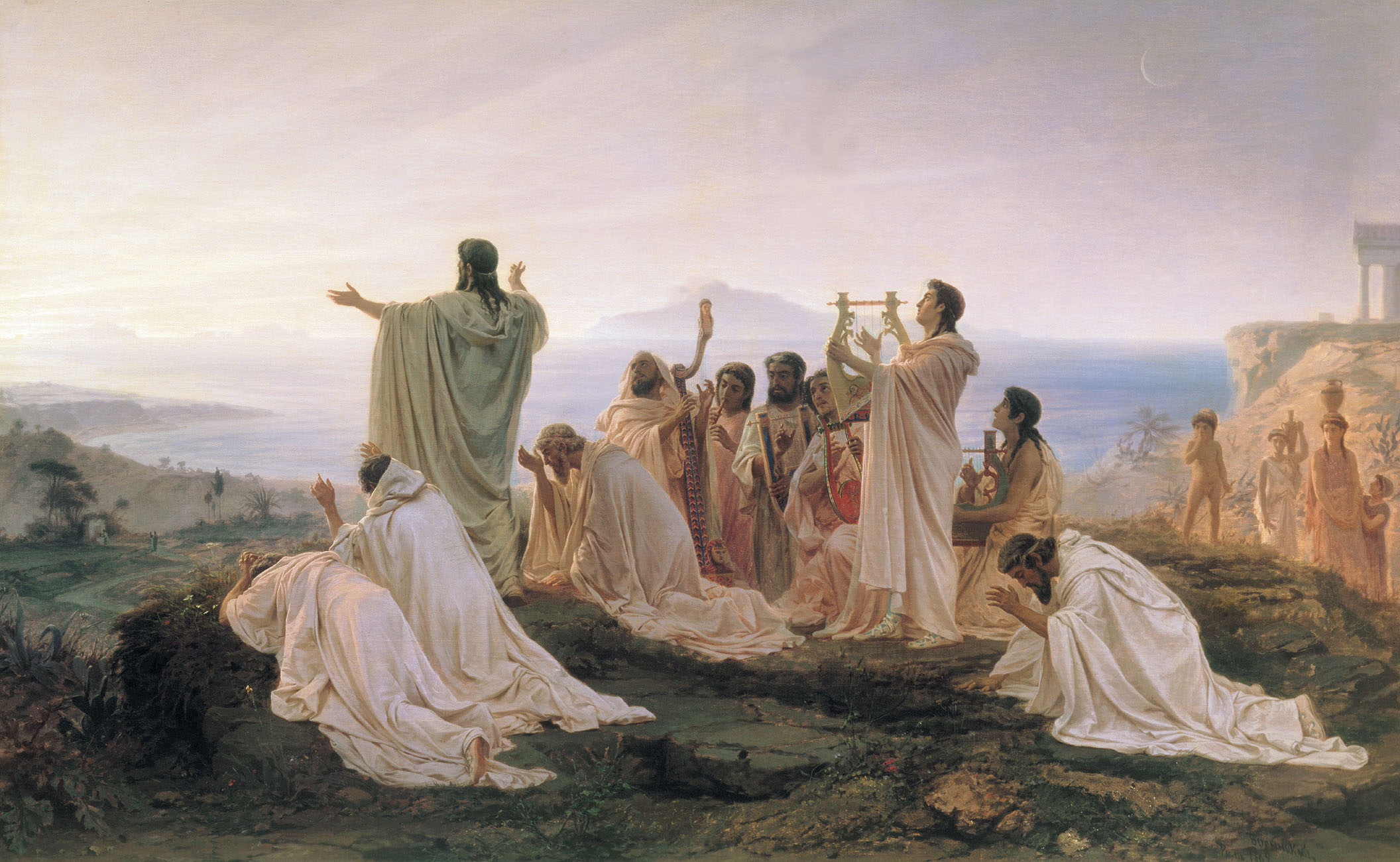
Pitagora o I pitagorici che celebrano l'alba, 1869